# Physocephala segethi
Physocephala segethi är en tvåvingeart som först beskrevs av Camillo Rondani 1863.  Physocephala segethi ingår i släktet Physocephala och familjen stekelflugor. Inga underarter finns listade i Catalogue of Life.